# Station Collooney
Station Collooney is een spoorwegstation in Collooney in het Ierse  graafschap Sligo. Collooney ligt aan de lijn Dublin - Sligo. Volgens de dienstregeling van 2015 gaan er dagelijks zeven treinen in beide richtingen.

## Geschiedenis
Het dorp had eerder nog twee stations, een aan de lijn Sligo - Athenry, dat sloot in 1963. De plannen om die lijn weer in gebruik te nemen zijn wegens gebrek aan middelen voorlopig van tafel.
Daarnaast was er een lijn naar Enniskillen in het graafschap Fermanagh dat tegenwoordig in Noord-Ierland ligt. Deze lijn en het bijbehorende station sloot in 1957.